# Musa Ghiatuddin Riayat Shah di Selangor
Musa Ghiatuddin Riayat Shah Ibni Al-Marhum Sultan Alauddin Sulaiman Shah (Kuala Langat, 9 dicembre 1893 – Kuala Lampur, 8 novembre 1955) è stato sultano di Selangor in Malaysia dal 1942 al 1945.

## Biografia
Musa Ghiatuddin Riayat Shah di Selangor nacque all'Istana Bandar Temasha di Kuala Langat il 9 dicembre 1893 ed era il figlio del sultano Sulaiman e della sua consorte reale Tengku Ampuan Maharum Binti Raja Muda Tunku Dziauddin di Kedah. Il suo nome alla nascita era Tengku Musa Eddin.
Educato privatamente, nel 1903 venne nominato Tengku Mahkota. Nel 1920 divenne Raja Muda. Giovane intelligente, rappresentò diverse volte il padre nel Consiglio di Stato istituito dall'autorità coloniale britannica.
Tuttavia, su istigazione del residente britannico Theodore Samuel Adams, nel 1934, Tengku Musa Eddin fu privato del titolo di Raja Muda per presunti "comportamenti scorretti". Adams aveva accusato Tengku Musa Eddin di essere spendaccione e perdigiorno con un debole per il gioco d'azzardo. Tuttavia, molti malesi di Selangor credevano che il vero motivo del licenziamento di Tengku Musa Eddin fosse il suo rifiuto di seguire gli ordini di Adams.
Sebbene il sultano Sulaiman avesse chiesto una revisione del caso di Tengku Musa Eddin (chiedendo al Segretario di Stato per le Colonie di discutere la questione direttamente con lui a Londra), Tengku Alam Shah venne invece proclamato Raja Muda o erede al trono, sorpassando il fratellastro Tengku Badar. La nomina è avvenuta il 20 luglio 1936.
A Tengku Musa Eddin venne concesso il titolo Tengku Kelana Jaya Putera.
Tengku Alam Shah venne proclamato sultano il 4 aprile 1938, quattro giorni dopo la morte di suo padre. Il 26 gennaio 1939 venne incoronato all'Istana Negara Puri Mahkota di Klang. Tengku Musa Eddin presiedette la cerimonia senza rancore.
Durante l'occupazione giapponese della Malaysia, il 15 gennaio 1942, il colonnello Fujiyama, governatore militare giapponese di Selangor, invitò il sultano a presentarsi al comando generale nella capitale. In un interrogatorio con il maggior-generale Minaki, il sultano confessò di aver fatto discorsi a sostegno degli sforzi di guerra inglesi, convinto dal residente britannico.
Dopo avergli imposto di cedere le insegne al fratellastro maggiore, i giapponesi deposero Hisamuddin e proclamarono Musa Ghiatuddin Riayat Shah nuovo sultano. I militari gli misero in mano una spada giapponese e gli ordinarono di decapitare il predecessore ma non osò arrivare a tanto. Il nuovo sovrano fu incoronato all'Istana Mahkota di Klang il 4 novembre 1943.
Hisamuddin Alam Shah rifiutò di lavorare con i giapponesi e nel 1943, lasciò il sultanato con la famiglia.
Dopo la guerra, Musa Ghiatuddin Riayat Shah fu a sua volta detronizzato dall'Amministrazione militare britannica guidata da Lord Louis Mountbatten. La Corona venne quindi restituita a Hisamuddin.
Musa Ghiatuddin Riayat Shah fu esiliato alle Isole Cocos. Successivamente, si ammalò e ritornò a Selangor pochi mesi prima del decesso. Morì a Kuala Lumpur l'8 novembre 1955. È sepolto accanto al padre nel Mausoleo reale di Klang. La sua consorte reale Syarifah Mastura Shahabuddin di Kedah, divenne Tengku Permaisuri durante il suo breve regno. Ella morì nel 1958. Musa Ghiatuddin Riayat Shah non ebbe figli da nessuna delle sue consorti.